# 982
Раннє Середньовіччя •  Епоха вікінгів •  Золота доба ісламу •  Реконкіста

## Геополітична ситуація
Візантію очолює Василій II Болгаробійця. Оттон II Рудий править у Священній Римській імперії.
Західним Франкським королівством править, принаймні формально, Лотар.
Апеннінський півострів розділений між численними державами: північ належить Священній Римській імперії, середню частину займає Папська область, на південь від Римської області лежать невеликі незалежні герцогства, деякі області на півночі та на півдні належать Візантії, інші окупували сарацини. Південь Піренейського півострова займає Кордовський халіфат на чолі з Хішамом II. Північну частину півострова займають королівство Астурія і королівство Галісія та королівство Леон, де править Раміро III.
Королівство Англія очолює Етельред Нерозумний.
У Київській Русі триває правління Володимира. У Польщі править Мешко I. Перше Болгарське царство частково захоплене Візантією, в іншій частині править цар Самуїл. У Хорватії править король Степан Држислав. Великим князем мадярів є Геза.
Аббасидський халіфат очолює ат-Таї, в Єгипті владу утримують Фатіміди, в Середній Азії — Саманіди, починається становлення держави Газневідів. У Китаї продовжується правління династії Сун. Значними державами Індії є Пала, Пратіхара, Чола. В Японії триває період Хей'ан.

## Події
- Київський князь Володимир пішов походом на в'ятичів і наклав на них данину.
- Норвезький вікінг Ерік Рудий відкрив Ґренландію і заснував на ній колонію.
- Імператор Священної Римської імперії Оттон II Рудий здійснив похід проти візантійських володінь на півдні Італії. Він захопив Таранто, Бриндізі та інші міста, але війська кальбітів завдали йому поразки, що дозволило візантійцям оговтатись і укріпити свої позиції.
- Війська Кордовського халіфату на чолі із Аль-Манзором здійснили похід проти Жирони.
- Знать Галісії проголосила Бермудо II альтернативним королем Леону на противагу Раміро III.

## Народились
- Ярослав І Мудрий.